# Cyklopen (pjäs)
Cyklopen är ett satyrspel av Euripides. Spelet är det enda antika satyrspel som finns bevarat. Det finns tillgängligt i svensk översättning av Björn Collinder.